# Hildesheimer Silberfund

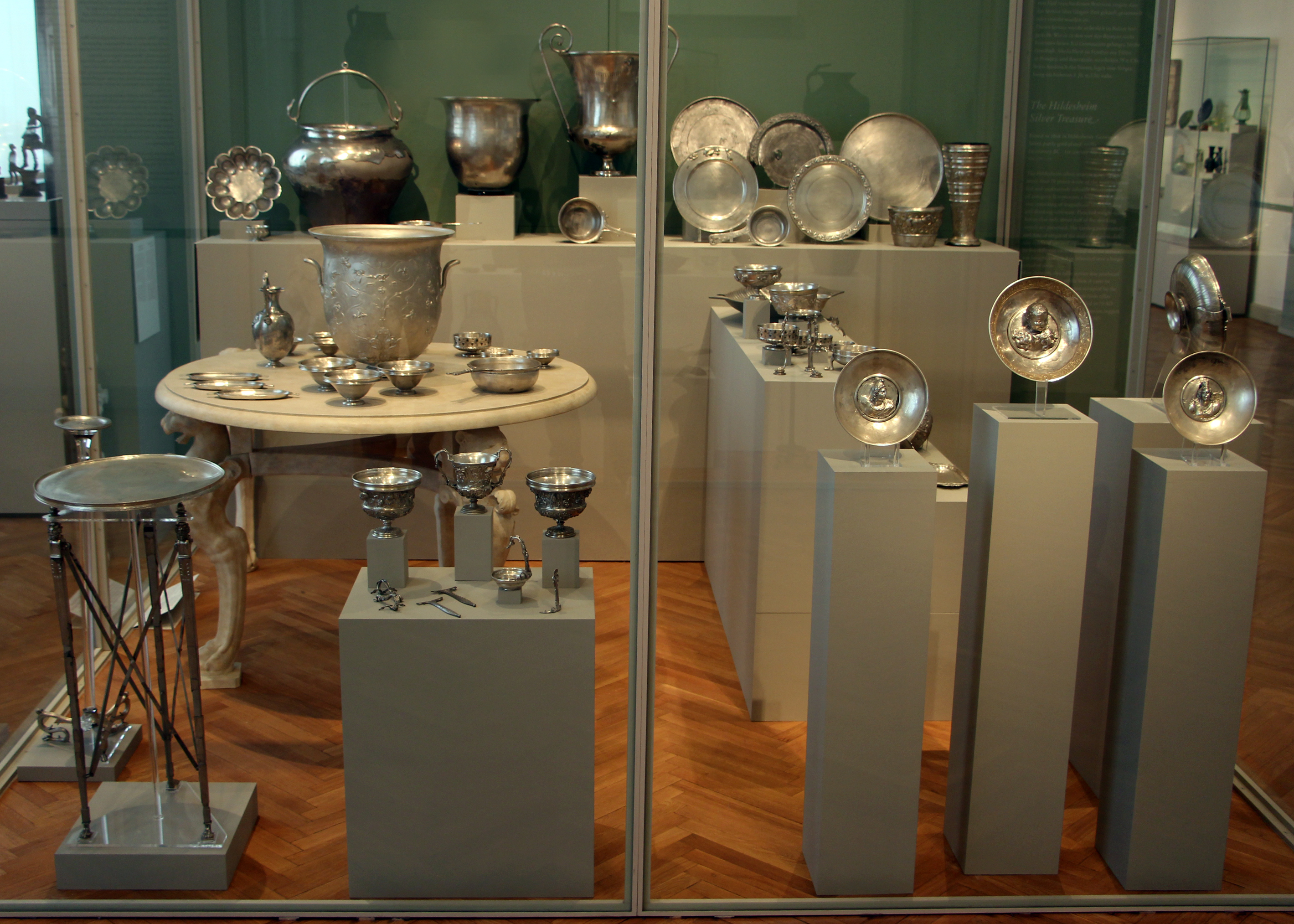
Hildesheimer Silberfund

Der Hildesheimer Silberfund ist ein Fund römischen Tafelsilbers aus augusteischer Zeit (2. Hälfte 1. Jahrhundert v. Chr. bis frühes 1. Jahrhundert n. Chr.). Er befindet sich heute in der Antikensammlung der Staatlichen Museen zu Berlin.

## Fundhergang

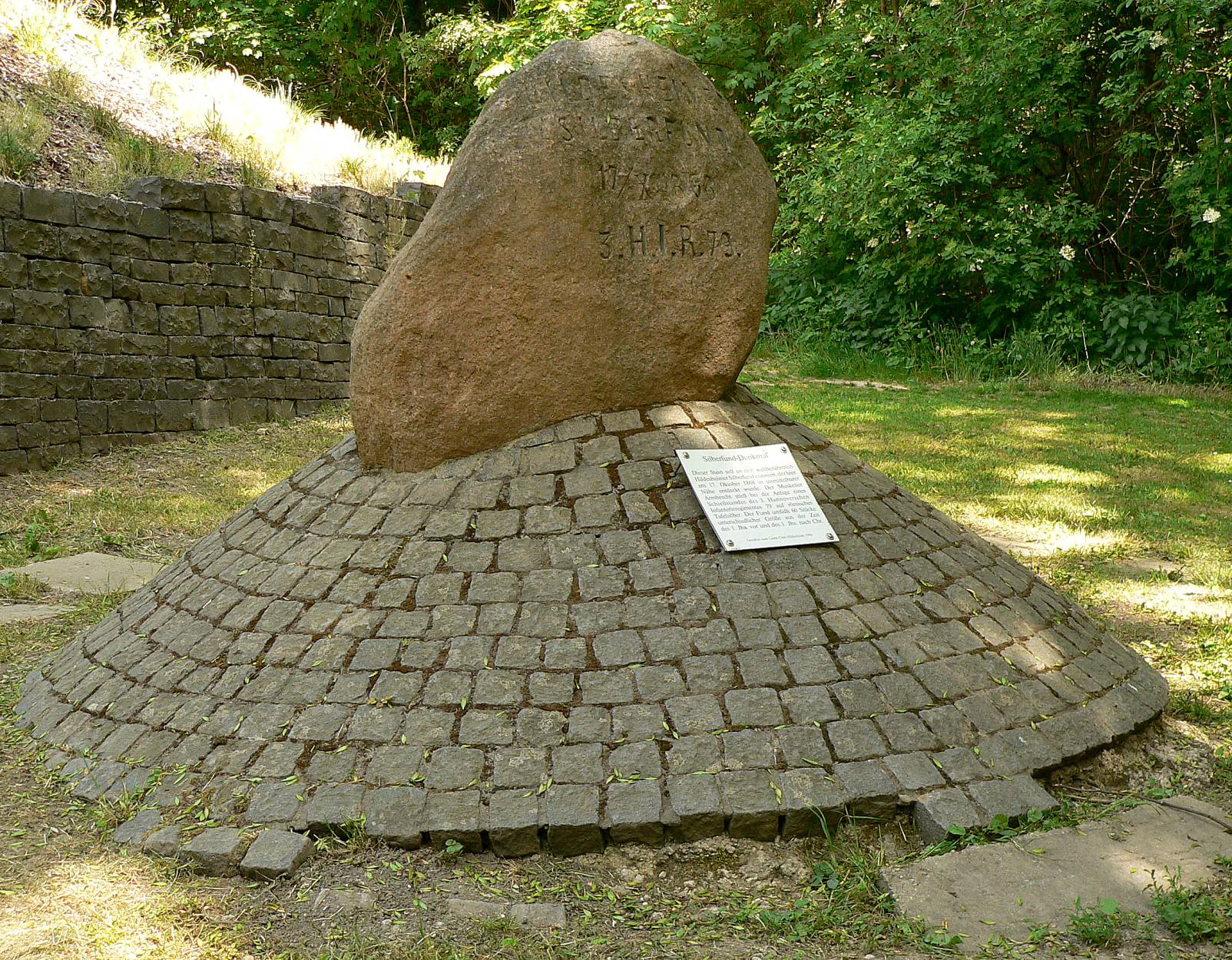
Das Silberfunddenkmal mit Schrifttafel in unmittelbarer Nähe des Fundortes

Der umfangreiche Silberfund wurde am 17. Oktober 1868 auf dem Westhang des Galgenbergs im Südosten von Hildesheim bei der Anlage eines militärischen Schießplatzes entdeckt. Bei den Ausschachtungsarbeiten dieses Schießplatzes für das Hannoversche Infanterieregiment Voigts-Rhetz stieß der Kanonier August Armbrecht auf verzierte Metallteile. Die Bergung erfolgte durch an den Bauarbeiten beteiligte Soldaten. Der größte Teil des Schatzfundes wurde per Karre zum Reinigen in die Kaserne transportiert. Ein Großteil der Fundstück wurde in der Hildesheimer Silberschmiede Th. Blume aufbereitet. Am Fundort nahmen Hildesheimer Bürger Fundteile in Gewahrsam, die später teilweise wieder abgegeben wurden, teilweise jedoch auch in Hildesheimer Haushalten verblieben. Es ist daher davon auszugehen, dass der Fund nicht vollständig erhalten ist. Bei anderen Gegenständen – wie beispielsweise einem antiken Löffel – ist es dagegen umstritten, ob sie dem Schatzfund zuzuordnen sind.
Der Senator Hermann Roemer, einer der Gründer des Roemer- und Pelizaeus-Museums in Hildesheim, besichtigte den Fundort, als er davon Kenntnis erhielt. Tags darauf berichtete die Hildesheimer Allgemeine Zeitung über einen wertvollen Fund, der vermutlich aus dem Bestand eines fürstlichen Haushalts stamme und zeitlich der Renaissance zuzuordnen sei. Der Erdaushub am Schießstand wurde noch einmal abgesucht und mehrere Bruchstücke des Tafelsilbers eingesammelt.
Oberst Karl August von Cohausen, der im Rheingebiet römische Feldlager erforscht hatte, befragte wenige Tage nach dem Fund die an der Auffindung beteiligten Soldaten bezüglich der Fundaufstellung. Er wurde außerdem damit beauftragt, nähere Untersuchungen am Fundort vorzunehmen, die er 1869 durchführte. August von Cohausen fand während dieser Grabungen zahlreiche Pferdegerippe und zum Beispiel auch Fragmente römischer Fibeln.
Da auf Land des preußischen Staates gefunden, wurde der Silberfund nach wenigen Wochen nach Berlin gebracht und im Antiquarium ausgestellt. 1895 bis 1901 wurde er umfassend restauriert. Erich Pernice und Franz Winter legten 1901 die umfassende monographische Publikation des Fundes vor.

## Die gefundenen Gegenstände

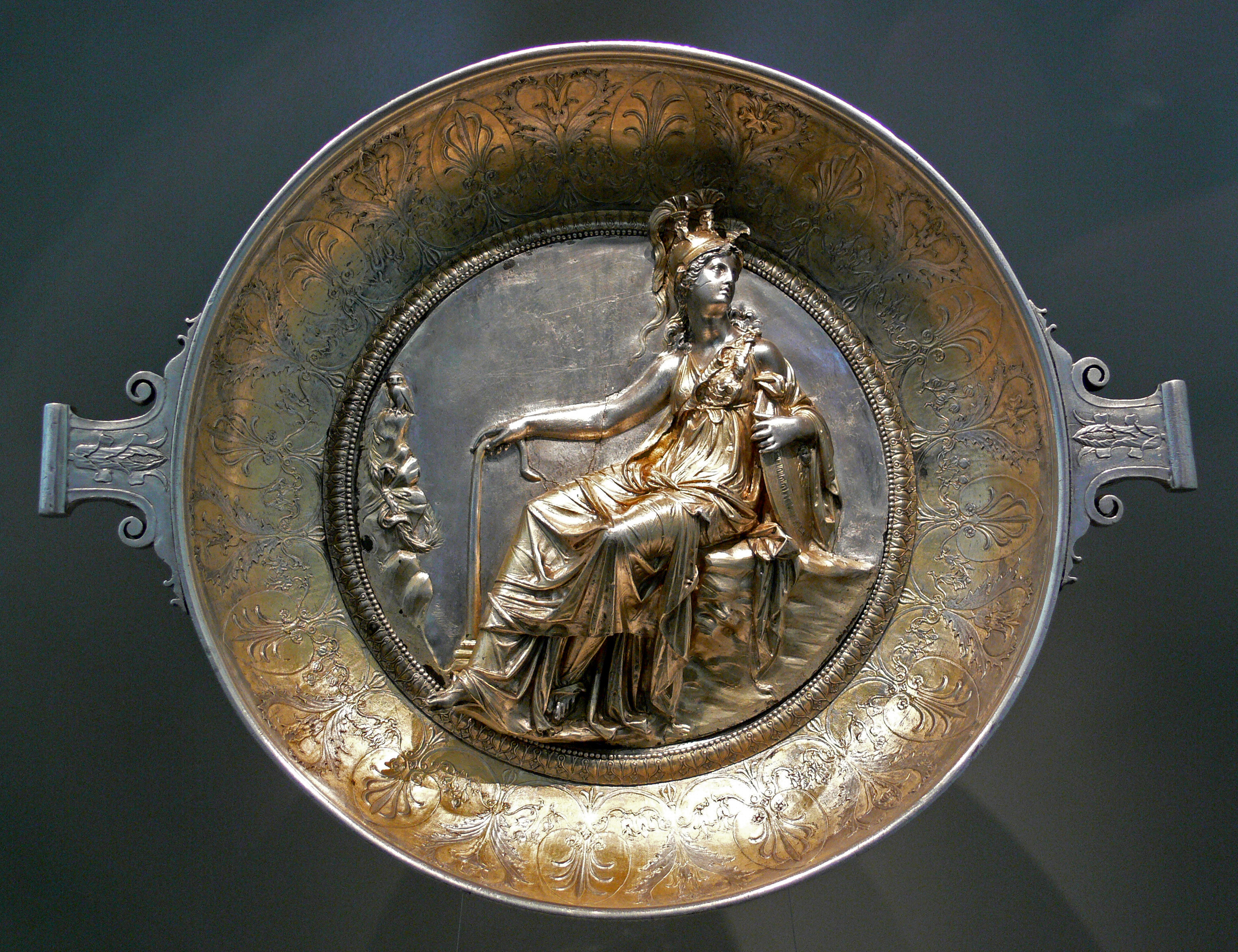
Athenaschale aus dem Hildesheimer Silberfund, 1. Jahrhundert v. Chr.

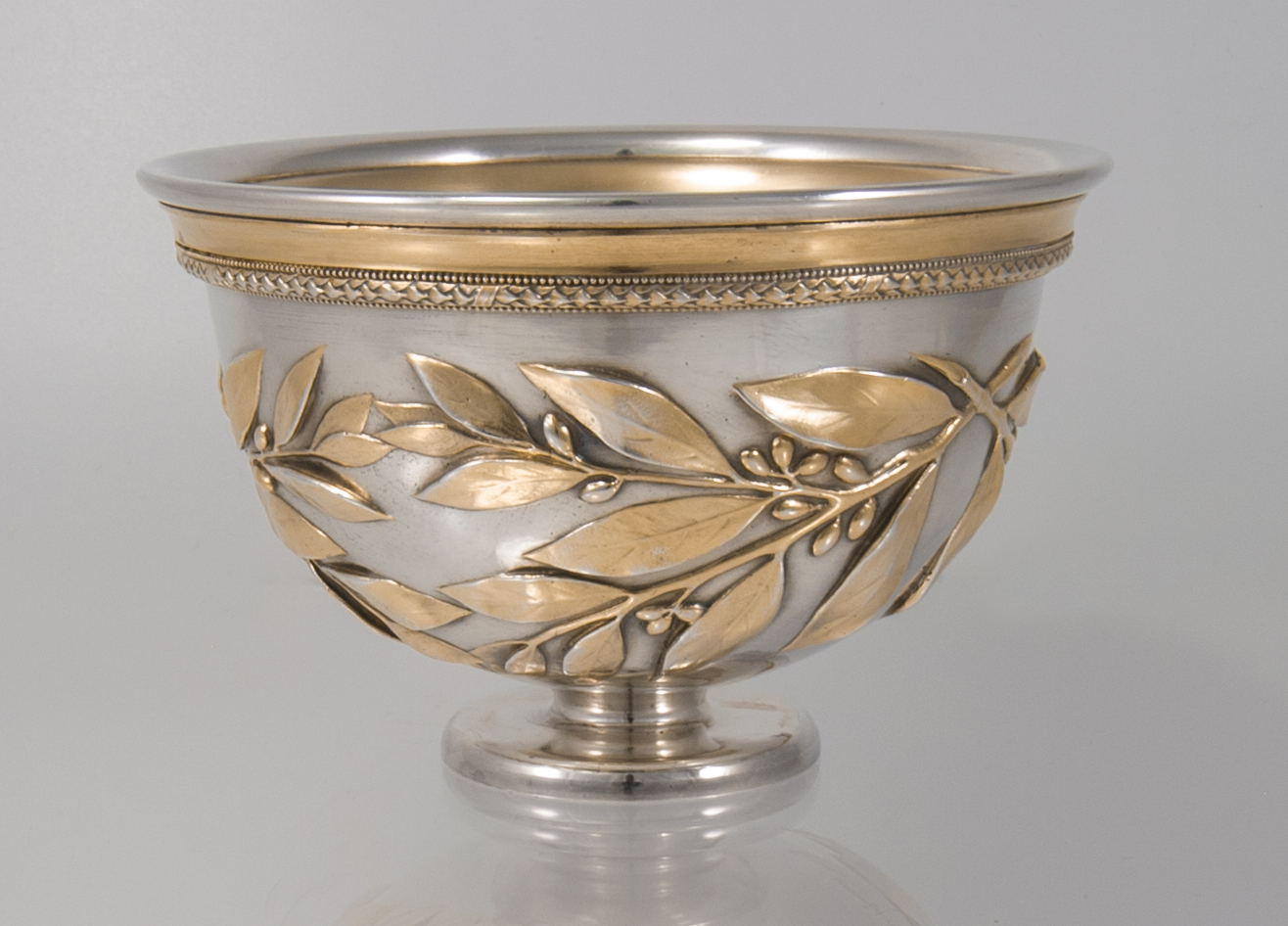
Nachbildung der Lorbeerschale aus dem Hildesheimer Silberfund durch die Silberschmiede Th. Blume

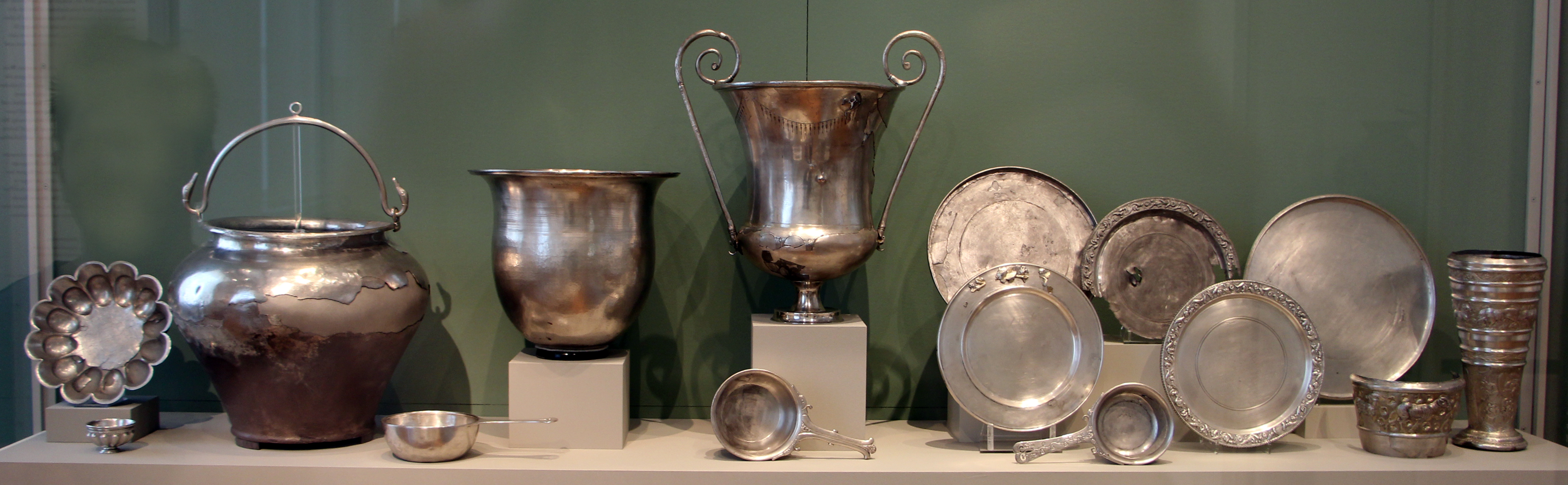
Verschiedene Fundstücke

Bei dem Fundort handelte es sich offenbar um eine Grube, in der die Fundgegenstände in relativ geordneter Form als Dreieck aufgestellt waren. Drei große Gefäße – ein Eimer, ein Krater und ein Kantharos – enthielten vermutlich eine Reihe kleinerer Gefäße, daneben befanden sich zwei silberne Humpen, ein Klapptisch, ein Kandelaber und eine große rechteckige Schale. Das bedeutende Stücke des Hildesheimer Silberschatzes ist die sogenannte Athenaschale, dazu kommen die drei Schalen mit Büsten von Herakles, Kybele und Men. Insgesamt besteht der Fund aus 73 Stücken.
Bei allen Fundstücken handelt es sich um Ess- und Trinkgerätschaften, so dass man insgesamt von einem Tafelgeschirr sprechen kann. Aus eingepunzten antiken Nummerierungen und Gewichtsangaben kann man schließen, dass es sich um die Hälfte eines Tafelgeschirrs handelt. Da für eine Reihe von Bestandteilen des Geschirrs genau die Hälfte des angegebenen Gesamtbestands gefunden wurde, gehen einige Wissenschaftler davon aus, dass hier eine bewusste Teilung eines einst doppelt so großen Silberensembles vorgenommen wurde.
Einige der gefundenen Gegenstände zeigen starke Nutzungsspuren. Eingravierte Besitzernamen weisen darauf hin, dass die Geschirrbestandteile unterschiedlichen Vorbesitzern gehörten und das Tafelgeschirr offenbar aus verschiedenen Quellen zusammengestellt wurde. Es handelt sich überwiegend um augusteische Silberarbeiten, der Rest ist etwas älter.

## Die Deutung des Fundes

Maskenbecher

Der Fund ist vor allem von Hildesheimern Lokalforschern als Beleg dafür benutzt worden, die Varusschlacht in der Nähe von Hildesheim zu lokalisieren. Da dafür jedoch lediglich der Fund des Silberschatzes als Beleg angeführt werden kann und weitere archäologische Funde fehlen, kann dies als unwahrscheinlich gelten. Aufgrund der seit 1987 gemachten archäologischen Funde gilt die Fundregion Kalkriese in der Nähe von Osnabrück als wahrscheinlichster Ort der Schlacht. Auch für Lokalforscher ist es einsichtig, dass es sich bei dem Fund nicht um das Tafelsilber des Varus handelt. Dafür ist das Geschirr bei weitem zu wenig umfangreich, und Varus hätte mit Sicherheit kein Tafelsilber verwendet, in dem Orden niedriger Dienstränge verarbeitet sind. Es ist außerdem nicht glaubhaft, dass der wohlhabende und mit dem Kaiserhaus verwandte Varus ein aus anderen Tafelgeschirren zusammengestelltes Silberensemble verwendete. Aufgrund der Datierung der Fundgegenstände ist es dagegen denkbar, dass es sich um ein Geschirr aus dem Besitz eines Offiziers der augusteischen Armee handelt.
Als möglicher Herkunftsort wurde beispielsweise die Plünderung des Heerzuges des Varus in der Varusschlacht oder des Legionslagers Vetera (nahe dem heutigen Xanten) während des Bataveraufstands genannt. Die geordnete Einbringung des Silberfundes spricht eher für eine Opferung oder ein sorgfältiges Verstecken. Ob dies durch einen römischen Offizier oder einen Germanen geschah, wird sich ohne weitere Grabungen vielleicht nie mehr klären lassen. Die offensichtlich penible Aufteilung des Geschirrs in genau zwei Hälften gibt allerdings Anlass zu der Vermutung, dass hier zwischen den eifersüchtigen germanischen Heerführern und Siegern der Varusschlacht, Arminius und Inguiomer, die Beute säuberlich geteilt und von einem der beiden dort als Opferung niedergelegt wurde.

## Die Thesen Hildesheimer Lokalforscher
Die Frage, ob sich weitere Ausgrabungen an der Fundstätte des Hildesheimer Silberfundes lohnen, ist immer noch Gegenstand lokaler Auseinandersetzungen.
Einige Hildesheimer Lokalforscher vermuten immer noch etwa 70 vermisste Gegenstücke im Erdreich und weisen darauf hin, dass Oberst von Cohausen Nachgrabungen lediglich direkt an der Fundstelle und nur in einem Bereich von 15 × 15 m vornahm. Dies geschah bereits 1869. Aus Sicht von Lokalforschern erfolgten aber im unmittelbaren Bereich des Fundortes bis heute keine weiteren Sondierungen; so ist zum Beispiel auch ein genau nördlich des Fundortes gelegenes Hügelgrab, das bereits in der Antike den Vergrabungsort markierte, aus ihrer Sicht bis heute unbeachtet geblieben. Sie plädieren für eine weitere Suche nach der zweiten Hälfte des Hildesheimer Silberfundes mittels einer Notgrabung, da die vor weit über 100 Jahren aufgefundenen Stücke in dem aggressiven Erdreich bereits sehr gelitten hatten. Andere Experten verweisen darauf, dass im Anschluss an den damaligen Fund dort umfangreiche Ausschachtungen sowie später Bebauungen vorgenommen wurden, so dass weitere archäologische Untersuchungen in diesem Gebiet deshalb nicht mehr sinnvoll seien. Diejenigen, die für weitere archäologische Untersuchungen plädieren, argumentieren jedoch, dass das Gelände nicht ausgeschachtet, sondern einplaniert wurde und der unmittelbare Bereich des Fundortes bis heute unbebaut sei. Sie befürchten außerdem Raubgräber und verweisen auf einen 1875 dort vergrabenen Grundstein mit Dokumenten aus der damaligen Zeit, den man im Rahmen einer solchen Grabung wiederfinden könnte.

## Vergleichsstücke
Vergleichbare Silberfunde augusteischer Zeit sind der Schatz von Boscoreale (109 Stücke), heute im Pariser Louvre, sowie der Silberfunde aus der Casa del Menandro (118 Stücke) in Pompeji, beide jedoch deutlich leichter.